# José Gonçalves
José Isidro Maciel Gonçalves (Barcelos, Braga, 13 de febrero de 1989) es un ciclista portugués.
Profesional desde 2012 ganó el título de Campeón de Portugal en contrarreloj en su primer año. En 2013 fichó por el equipo francés La Pomme Marseille.
Su hermano Domingos Gonçalves también es ciclista profesional.

## Palmarés
2012
- Campeonato de Portugal Contrarreloj

2013
- Polynormande

2015
- 1 etapa de la Vuelta a Portugal

2016
- Tour de Turquía
- 1 etapa del Gran Premio Internacional de Fronteras y la Sierra de la Estrella
- 1 etapa de la Vuelta a Portugal

2017
- Ster ZLM Toer, más 1 etapa

2018
- 2.º en el Campeonato de Portugal Contrarreloj

2019
- Campeonato de Portugal Contrarreloj

## Resultados en Grandes Vueltas y Campeonatos del Mundo
| Carrera         | Carrera         | 2012 | 2013 | 2014 | 2015 | 2016 | 2017  | 2018 | 2019  | 2020 | 2021 | 2022 |
| --------------- | --------------- | ---- | ---- | ---- | ---- | ---- | ----- | ---- | ----- | ---- | ---- | ---- |
|                 | Giro de Italia  | —    | —    | —    | —    | —    | 60.º  | 14.º | —     | —    | —    | —    |
|                 | Tour de Francia | —    | —    | —    | —    | —    | —     | —    | 128.º | —    | —    | —    |
|                 | Vuelta a España | —    | —    | —    | 34.º | Ab.  | Ab.   | Ab.  | —     | —    | —    | —    |
| Mundial en Ruta | Mundial en Ruta | —    | —    | —    | Ab.  | Ab.  | 130.º | —    | Ab.   | —    | —    | —    |

—: no participa

Ab.: abandono